# Baseodiscus longissimus
Baseodiscus longissimus är en djurart som tillhör fylumet slemmaskar, och som beskrevs av Punnett och Cooper 1909. Baseodiscus longissimus ingår i släktet Baseodiscus och familjen Valenciniidae. Inga underarter finns listade i Catalogue of Life.